# Клеменс Гекле
Клеменс Марія Бенно Гекле (нім. Clemens Maria Benno Gekle; 4 березня 1915 — 5 вересня 1999) — офіцер артилерійських частин вермахту, гауптман. Кавалер Німецького хреста в золоті.

## Нагороди
- Медаль «За Атлантичний вал» (15 березня 1940)
- Залізний хрест
  - 2-го класу (13 липня 1940) — як лейтенант 1-го дивізіону 697-го артилерійського полку.
  - 1-го класу (23 лютого 1942) — як лейтенант 5-ї батареї 2-го дивізіону 146-го моторизованого артилерійського полку.
- Медаль «Хрестовий похід проти комунізму» (Румунія) (1 квітня 1942) — як обер-лейтенант 5-ї батареї 2-го дивізіону 146-го моторизованого артилерійського полку.
- Нагрудний знак «За участь у загальних штурмових атаках» 1-го ступеня (15 серпня 1942)
- Медаль «За зимову кампанію на Сході 1941/42»
- Нагрудний знак «За поранення» в чорному (3 вересня 1943) — як гауптман 5-ї батареї 2-го дивізіону 146-го моторизованого артилерійського полку.
- Німецький хрест в золоті (20 вересня 1943) — як гауптман і командир 5-ї батареї 2-го дивізіону 146-го моторизованого артилерійського полку.